# 王友年
王友年，物理学家，大连理工大学教授，研究领域为“离子束及电磁波与物质相互作用”、“低温等离子体物理”、“电磁波在微纳米结构体系中的传播及非线性现象”等。承担中国国家“973”课题等多个重点项目，获得教育部科技进步三等奖等奖项，中国教育部第四批“长江学者”特聘教授。

## 生平
1983年获阜阳师范学院物理系理学学士学位； 1986年获大连工学院（今大连理工大学）物理系理学硕士学位。
1994年至今任大连理工大学教授，1995年1997年在滑铁卢大学任访问教授。

## 学术兼职
中国国务院学位委员会第五、六届学科评议组成员；中国力学学会等离子体科学与专业会员会主任、中国力学学会理事。